# Línea del Dão
La Línea del Dão, originalmente conocida como Ramal de Viseo y Línea de Santa Comba a Viseo, es un ferrocarril histórico de ancho métrico (1000 mm) situada en el centro de Portugal. Abrió el 25 de noviembre de 1890, habiéndose suspendido el servicio ferroviario de pasajeros en 1988 y el de mercancías en 1972; la infraestructura viaria (carriles, pasos, y balasto) fue casi totalmente retirada en 1999.

## Características

### Material circulante
| N.º | Denominación |
| --- | ------------ |
| 1   | Beira Alta   |
| 2   | Vizeu        |
| 3   | Santa Comba  |
| 4   | Tondella     |
| 5   | Dão          |
| 6   | Viriato      |

Para el inicio de las operaciones de esta línea, fueron adquiridas, a la firma alemana Maschinenfabrik Esslingen, seis locomotoras, cada una de 25 toneladas. A la casa belga Société Internationale de Braine-le-Comte fueron encomendados 4 furgones, y 20 vagones, siendo uno de salón, dos de primera clase, seis de segunda clase, ocho de tercera clase, y tres mixtos de primera y segunda clase. Fueron, igualmente, aportados 40 vagones por las Oficinas Metalúrgicas de Nivelles, siendo doce de ellos cerrados, dos preparados para el transporte de pescado, catorce de plataformas, y doce de muros altos.

## Historia

### Planificación y construcción
Una ley del 26 de enero de 1876, que estableció las directrices para la construcción de varios ferrocarriles, preveía la instalación de un ramal, en ancho reducido, que ligase la Línea de Beira Alta a la ciudad y región de Viseo. La construcción de esta conexión, entonces denominada Ramal de Viseo, fue establecida, con un ancho de 1 metro, en una propuesta de ley del 9 de enero de 1883, que fue autorizada el 26 de abril. El concurso fue abierto el 30 de agosto, con una garantía de pago del 5,5%, posibilidad de rescate en 15 años, y gastos de explotación con los límites máximo y mínimo fijados.
No obstante, y tal y como sucediera con la Línea de Mirandela, cuyas condiciones eran semejantes, no surgieron licitantes, debido principalmente al reducido plazo de rescate; así, fue abierto un nuevo concurso, el 21 de noviembre, con mejores condiciones. Sin embargo, solo apareció un interesado, el empresario Henry Burnay, siendo el contrato provisional elaborado el 24 de diciembre; este contrato fue aprobado por ley de 26 de mayo del año siguiente, que poseía no obstante una cláusula, de que la constitución de los miembros de la dirección o de la administración de la sociedad responsable para la explotación debería ser mayoritariamente formada por individuos de nacionalidad portuguesa. Esta condición fue introducida por el ministro António Augusto de Aguiar, que fue conocido por su patriotismo.
La firma de Henry Burnay no quiso, no obstante, aceptar este punto, y desistió del contrato. Un nuevo concurso fue abierto  el 11 de diciembre, siendo aceptada la propuesta presentada por un sindicato, constituido por el Vizconde da Macieira, Fernando Paja, H. J. Moser, y el Conde da Vera. La base de adjudicación fue establecida en 22:880$000 por kilómetro, y el gobierno garantizaba a la empresa la formación de un pago del 5½ por ciento, si las ganancias de explotación fuesen inferiores a 700$000 por kilómetro. El contrato provisional fue establecido el 23 de enero de 1885, aprobado por una ley del 30 de junio, y convirtió en definitivo el 29 de julio. Este documento fue firmado por el ministro de Obras Públicas, Fuentes Pereira de Melo, y por el procurador general de la Corona, Martens Ferrão, en representación del gobierno.
Estos concesionarios, que en aquel momento también tenían los derechos para la construcción de la línea entre Vera Tua y Mirandela, fundaron, el 22 de octubre de 1885, la Companhia Nacional de Caminhos de Ferro, para construir estas dos conexiones; así, la transferencia de la concesión del Ramal de Viseo para esta empresa ya había sido concedida por un decreto del 1 de octubre del mismo año.
La planificación de esta línea fue atrasada por varias solicitudes, siendo estudiadas incontables variantes, en las cuales trabajaron un gran número de ingenieros; solo a finales de 1887 es cuando fue aprobado el proyecto para el tramo entre Santa Comba Dão y Tondela, siendo el proyecto total de la línea homologado en marzo de 1888. La construcción de las infraestructuras fue, entonces, contratada con el Vizconde de Barreiros, que ya se había hecho célebre por la ejecución de obras importantes en Brasil; no obstante, los constantes retrasos en la planificación de la línea, y la reducida compensación por kilómetro del contratante, hicieron así que este rescindiese el contrato en enero de 1890. En ese momento, la construcción estaba considerablemente avanzada, faltando instalar algunos puentes y acabar otros, realizar a mayor parte de las expropriaciones en los últimos 20 kilómetros junto a Viseo, hacer el Túnel de Fonte de Arcada y la trinchera correspondiente, y acabar la construcción de la mayor parte de las estaciones y apeaderos, que también se encontraban en el comienzo. Estaba previsto, en aquel momento, que la construcción de la línea fuese concluida en cerca de año y medio.
La Compañía colocó, al frente de los trabajos, al ingeniero Diniz da Motta, que se había distinguido por la construcción de la Línea de Mirandela, y que, en ese momento, se encontraba trabajando en el Ferrocarril de Beira Baixa. Se retomaron así los trabajos, que avanzaron rápidamente, de día y de noche, debido principalmente a los esfuerzos de Diniz da Motta; también fue relevante el papel de los ingenieros Bettencourt y Abecassiz, y de los conductores Oliveira Duarte y Valladas, que dirigían los cuatro sectores en los cuales la línea estaba dividida.

### Inauguración
La ceremonia de inauguración de este ferrocarril fue realizada el 24 de noviembre de 1890, siendo abierto al servicio al día siguiente.
Al contrario de lo que se preveía en la prensa regional de la época, la inauguración de este ferrocarril estuvo acompañada de grandes festejos de las gentes del lugar, siendo las viviendas de Viseo decoradas para la ocasión. La ceremonia fue acompañada de bandas de música, que recorrieron las calles, siendo organizados, por dos sociedades públicas, un banquete, y un baile, para los habitantes de la ciudad y para los invitados. Fue, igualmente, realizado un tren inaugural, que recorrió la línea, parando en todas las estaciones, y en el Viaducto da Ortigueira. En cada estación, era esperado por las poblaciones y autoridades locales, con música y lanzamiento de cohetes; se destaca principalmente, el paso por Tondela, donde fue construido un pabellón expresamente para esta ceremonia. Al paso por la ciudad de Viseo, el tren fue aclamado por los habitantes, que se aglomeraban junto a la línea, y en la estación.
La línea fue construida de forma sólida, con el fin de facilitar al máximo el desplazamiento de las composiciones; poseía siete puentes, todas construidas por la firma Société Internationale de Braine-le-Comte. Después la construcción, se comprobó que media 64,64 metros más de lo planeado, efectuando el pedido al gobierno, en 1902, del pago de los pagos relativos a este exceso.

### SigloXX
En 1900 el número de pasajeros en esta línea fue de 50.860, valor que creció a 54.116 en 1901; en el mismo tramo, fueron registradas, en régimen de Alta Velocidad, 784 toneladas de carga en 1900, y 798 toneladas en 1901, comprobándose un decrécimiento en el movimiento de mercancías en Baja Velocidad, de 12.898 toneladas en 1900, a 11.993 en 1901.

### Declive y cierre
Durante un breve período de la década de 1970, la Línea del Vouga fue cerrada, dándose como justificación de esta decisión el hecho de que las antiguas locomotoras a vapor pudiesen provocar incendios. Hasta su reapertura, en 1975, con material diesel — los célebres automotores Allan - fue la Línea de Dão quien continuó garantizando a Viseo la afluencia de trenes y su conexión al resto de la red ferroviaria nacional.
En agosto de 1972, el servicio de mercancías fue suspendido, siendo la línea totalmente cerrada el 28 de septiembre de 1988. El 1 de enero de 1990 se produciría el segundo cierre de la Línea del Vouga, entre Sernada do Vouga y Viseo, dejando esta capital de distrito con el título de la «ciudad más grande europea sin tren». Entre 1997 y 1999 los raíles fueron levantados, así como el balastro y los pasos a nivel, dejando el lecho ferroviario sin ninguna estructura.
La estación de Viseo, terminal compartida de las Líneas del Dão y del Vouga, vendría a ser demolida en 1994, siendo erguida en su espacio una rotonda. Resta del conjunto de la estación apenas un depósito metálico. En Torredeita la población decidió honrar la memoria de la línea de forma diferente, siendo reinstalado un pequeño tramo con balastro, traviesas y railes de una punta a otra de la estación, y depositada allí una locomotora a vapor, acoplada a 3 vagones.

### Autopista del Dão

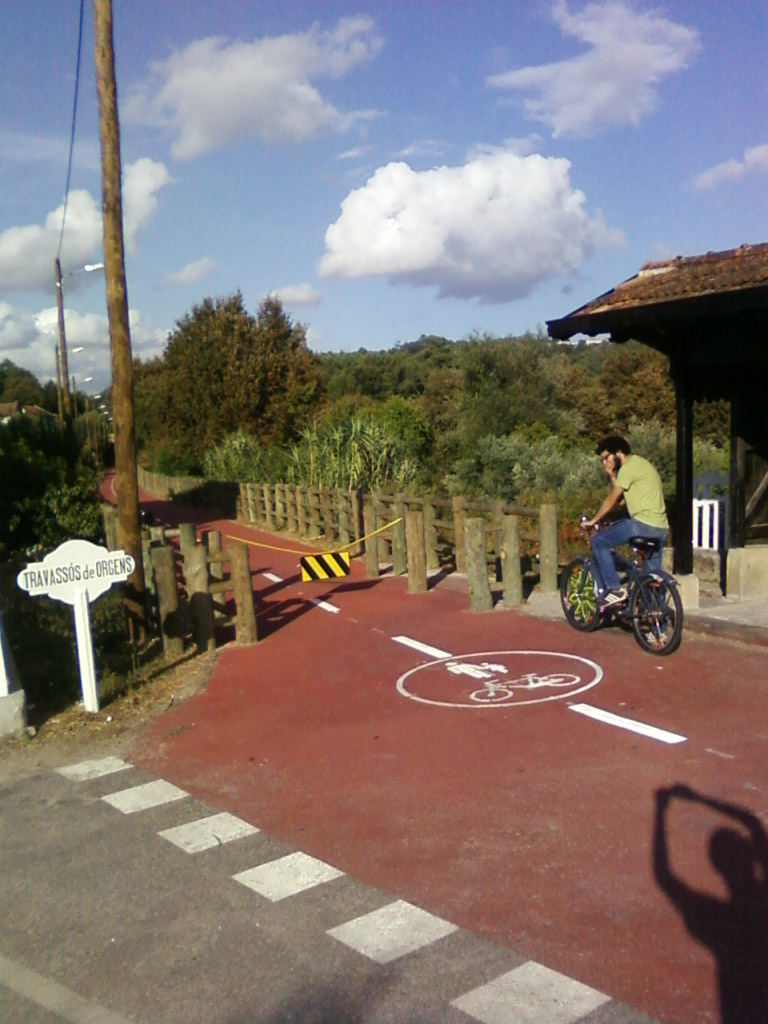
Vía ciclista sobre el lecho de la Línea del Dão, junto al apeadero de Travassós de Orgens.

En 2007 el tramo de la Línea del Dão entre Viseo y Figueiró fue convertido en autopista, existiendo actualmente en Vildemoinhos un puesto de alquiler de bicicletas. La prolongación de la vía ciclista a lo largo del resto del trazado de la Línea del Dão fue un proyecto realizado en el ámbito de un acuerdo entre los municipios servidos por la línea — Viseo, Tondela y Santa Comba Dão. El proyecto, denominado Autopista del Dão, preveía la restauración de todas las estaciones, apeaderos y restos y obras arquitectónicas de la línea, así como la instalación de iluminación pública a lo largo de toda la vía ciclista. La Autopista del Dão fue inaugurada el 2 de julio de 2011.